# Heinkel P.1074
O Heinkel P.1074 foi um projecto da Heinkel para um avião de caça bimotor.